# Weufia tewoldei
Weufia tewoldei är en svampart som beskrevs av Bhat & B. Sutton 1985. Weufia tewoldei ingår i släktet Weufia, divisionen sporsäcksvampar och riket svampar.   Inga underarter finns listade i Catalogue of Life.